# Lilla Rösö

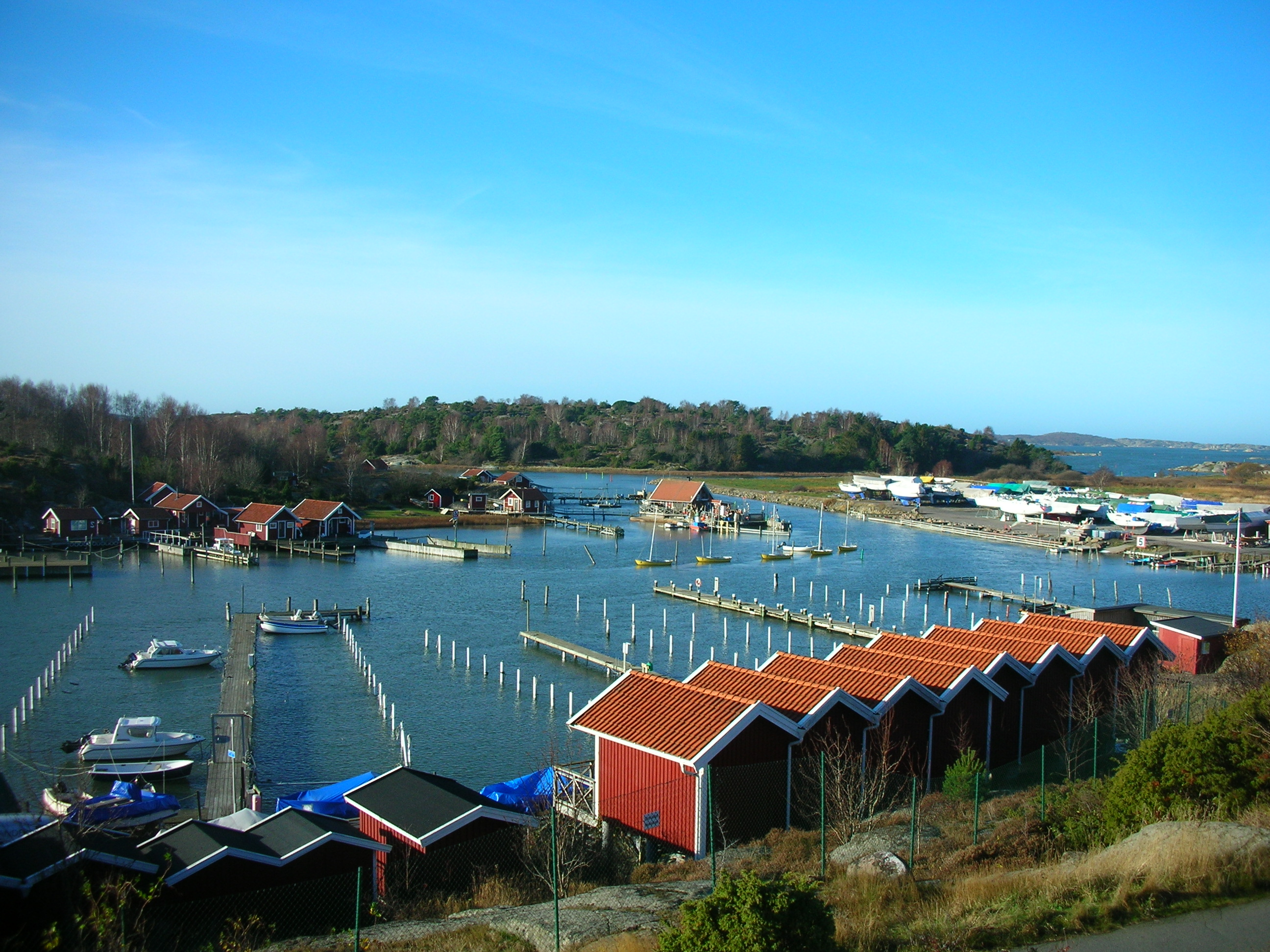
Lilla Rösö (till vänster) och Stora Rösö (till höger).

Lilla Rösö (i folkmun "Lilla öa") ö i Göteborgs södra skärgård, utanför Önnered, med sjöbodar och fornlämningar. Det finns även en dansbana och badplatser. Längs med öns norra sida löper Eskils kanal och nordväst om ön ligger Stora Rösö.